# رسانش پرتابیک
رسانش پرتابیک (به انگلیسی: Ballestic Conduction) یا ترابرد پرتابیک (به انگلیسی: ballistic transport)، در فیزیک مزوسکوپیک، به جریان بدون‌مانع حامل‌های بار (معمولا الکترون‌ها) یا ذرات حامل انرژی در فواصل نسبتاً طولانی در یک ماده است. به‌طور کلی، مقاومت یک ماده به این دلیل وجود دارد که یک الکترون درحالی که درداخل یک رسانه (به انگلیسی: medium) حرکت می‌کند، توسط ناخالصی‌ها، نقص‌ها، اُفت‌وخیز گرمایی (به انگلیسی: thermal fluctuations) یون‌ها در یک جامد بلوری، یا به‌طور کلی توسط هر اتم/مولکول متحرک-به‌طورآزاد که یک گاز یا مایع را تشکیل می‌دهد، پراکنده می‌شود. بدون پراکندگی، الکترون‌ها به سادگی از قانون دوم حرکت نیوتن در سرعت‌های غیرنسبیتی پیروی می‌کنند.
طول پیمایش آزاد یک ذره را می‌توان به عنوان طول متوسطی که ذره می‌تواند آزادانه طی کند، یعنی قبل از برخورد که می‌تواند گشتاور آن را تغییر دهد، توصیف کرد. طول پیمایش آزاد را می‌توان با کاهش تعداد ناخالصی‌های یک بلور یا با کم‌کردن دمای آن افزایش داد. ترابرد پرتابیک زمانی مشاهده می‌شود که طول پیمایش آزاد ذره (بسیار) طولانی‌تر از ابعاد محیطی باشد که ذره از آن عبور می‌کند. این ذره تنها درصورت برخورد با دیواره حرکت خود را تغییر می‌دهد. در مورد سیم معلق در هوا/خلاء، سطح سیم نقش جعبه‌ای را بازی می‌کند که الکترون‌ها را بازتاب‌سازی می‌کند و از خروج آنها به سمت فضای خالی/هوای باز جلوگیری می‌کند. این به این دلیل است که برای استخراج الکترون از محیط (تابع کاری) باید انرژی پرداخت کرد.
رسانش پرتابیک معمولاً در ساختارهای شبه-۱بعدی، مانند نانولوله‌های کربنی یا نانوسیم‌های سیلیکونی، به دلیل اثرات کوانتش با اندازه فرین (به انگلیسی: extreme) در این مواد مشاهده می‌شود. رسانش پرتابیک محدود به الکترون‌ها (یا حفره‌ها) نیست، بلکه می‌تواند برای فونون‌ها نیز اعمال شود. از نظر تئوری امکان گسترش رسانش پرتابیک به شبه-ذرات دیگر وجود دارد، اما این امر به‌طور تجربی تأیید نشده‌است. برای یک مثال خاص، ترابرد پرتابیک را می‌توان در یک نانوسیم فلزی مشاهده کرد: به دلیل اندازه کوچک سیم (در مقیاس نانومتر یا مقیاس ۹-۱۰ متر) و طول پیمایش آزاد که می‌تواند طولانی‌تر از یک فلز باشد.

## برای مطالعهٔ بیشتر
- Du, Xu; Skachko, Ivan; Barker, Anthony; Andrei, Eva Y. (2008-07-20). "Approaching ballistic transport in suspended graphene". Nature Nanotechnology (به انگلیسی). 3 (8): 491–495. arXiv:0802.2933. Bibcode:2008NatNa...3..491D. doi:10.1038/nnano.2008.199. ISSN 1748-3387. PMID 18685637.
- Jalabert, R. A.; Pichard, J. -L.; Beenakker, C. W. J. (1994). "Universal Quantum Signatures of Chaos in Ballistic Transport". EPL (Europhysics Letters) (به انگلیسی). 27 (4): 255. arXiv:cond-mat/9403073. Bibcode:1994EL.....27..255J. doi:10.1209/0295-5075/27/4/001. ISSN 0295-5075. S2CID 55864480.
- Pier A. Mello and Narendra Kumar. Quantum Transport in Mesoscopic System-Complexity and Statistical Fluctuations (به انگلیسی). OXFORD UNIVERSITY PRESS.